# Зелёный Яр (река)
Зелёный Яр (также Кара́-Джилга́; укр. Зелений Яр, Кара-Джилга, крымскотат. Qara Cılğa, Къара Джылгъа) — маловодная балка (река) в северной части Керченского полуострова, длиной 14,0 км, с площадью водосборного бассейна 482 км². Относится в группе рек Керченского полуострова. Начало балки находится юго-восточнее села Новониколаевка в северных отрогах Парпачского хребта, течёт, в основном, на север, впадая в Казантипский залив Азовского моря в 1,5 километрах западнее села Нижнезаморское. У балки 3 притока, по справочнику «Поверхностные водные объекты Крыма» все без названия). В других источниках самый крупный из них, правый, имеет собственное название — балка Бешкуйская. Её длина 6,8 км, площадь водосборного бассейна 12,4 км², впадает в 7,5 км от устья.
В Зелёноярской балке в 1950 и 1975 годах сооружены 2 пруда общим объёмом около 68 тысяч м³ и площадью 4 гектара (из них в 1975 году — Зелёноярское водохранилище, также наполнявшееся из Северо-Крымского канала).